# Alsergrund
Alsergrund, a német prepozíciós szóhasználatot tükrözve az Alsergrund (bécsi német dialektusban Oisagrund), az osztrák főváros, Bécs IX. kerülete, a Ring és a Gürtel körutak között fekvő, II-IX-es számozású úgynevezett belső kerületek (németül innere Bezirke) egyike. A kerületet az bécsi metró U4-es és U6-os vonala, a Ferenc-József-pályaudvar, valamint számos villamos- és buszvonal szolgálja ki.
Az Alsergrund egyes városrészei az UNESCO bécsi világörökségi helyszínének részét képezik.

## Etimológia
A kerület neve Bécsi-erdőben eredő, a területet a Duna-csatorna irányában átszelő Als (más néven Alsbach vagy Alserbach) patakból ered, szó szerinti fordítása „Als menti föld / terület / telek”. Német nyelvhasználatban a kerület nevét mindig határozott névelővel együtt említik (der Alsergrund „az Alsergrund”), locativusban az in/im adpositio helyett az am adpositioval (am Alsergrund „az Alsergrundon”. Mint minden más bécsi kerület esetében, a köznyelvben az Alsergrundot is említik a kerület számával: der Neunte „a kilencedik”. Helyi (bécsi német) dialektusban a kerület neve Oisagrund.

## Földrajza
Bécs IX. kerülete, az Alsergrund az osztrák főváros centrumának északi felén terül el. 2,99 km²-es területével a város hetedik legkisebb területű kerülete.  A kerület határát nyugaton a Hernalser Gürtel, a Währinger Gürtel, illetve a Heiligenstädter Straße, keleten a Duna-csatorna, délen pedig Maria-Theresien-Straße–Universitätsstraße–Alser Straße tengelye képezik.
A Gürtelen belül fekvő I-IX. számú, ú.n. belső kerületek egyikeként az Innere Stadt (Belváros), a Josefstadt (Józsefváros), Hernals, Währing, Döbling, Hernals és Währing, a Duna-csatorna által pedig a Leopoldstadt (Lipótváros) és Brigittenau kerületekkel határos.

## Népesség
Alsergrund lakossága 1869-ben, azaz 19 évvel a kerület alapítása és Bécsbe tagozódása utan 65 910 fő volt, 19 évvel a kerület megalapítása után. A századforduló körüli fellendülés és építkezési láz, az egykori Glacis, a Linienwall és Duna-csatorna korábban beépítetlen területeinek fejlesztése, valamint a régi épületek bérlaktanyákra cserélése miatt a lakosság száma 1910-re csaknem megkétszereződött, 112 042 főre nőtt. Az Osztrák-Magyar Monarchia felbomlása után megindult a kerület lakosságának 2001-ig tartó fokozatos csökkenése. Az Alsergrund különösen drasztikus veszteségeket szenvedett az 1930-as és 1940-es években, amikor a kerület lakosságának nagy részét kiutasították, elűzték vagy deportálták. A második világháború utáni rövid megugrás után a lakosság száma 2001-ben 37 821 főre esett vissza, ami a csúcsérték egyharmada. Az elmúlt években azonban a népességszám ismét stabilizálódott, és kismértékben még elkezdett növekedni is.

## Részei
A kerületet Bécs hét egykori elővárosából 1850-ben képezték. Ezen elővárosok nevei mind helyi elnevezésekben, mind sok helyi tudatában a mai napig fennmaradtak. 
| Címer | Név                                                            | Leírás | Fontosabb helyek | 1830-as térkép |
| ----- | -------------------------------------------------------------- | --- | --- | -------------- |
|       | Alservorstadt                                                  | A kerület déli része, az Alser Straße mentén, főleg a Bécsi Egyetem campusa (Altes AKH) által uralt városrész. Az egykori elővárost Bécs második török ostroma után telepítették be a Spittelberg horvát, szlovén és szlovák lakosaival, később itt kapott helyet Bécs egyik ispotálya. A városrész nevét a ma már az Alser Straße alatt befedve futó Als (vagy Alserbach) folyócska után kapta, jelentése „Als-menti előváros”. A városrészt az bécsi metró U6-es vonalán az Otto Wagner által tervezett szecessziós Alser Straße valamint az U2-es vonal Schottentor metrómegállói szolgálják ki. | - Bécsi Egyetem (Universität Wien) - Bécsi Orvosi Egyetem (Medizinische Universität Wien) - Fogadalmi templom (Votivkirche) - Szt. Anna Gyermekkorház (Sankt-Anna-Kinderspital) - Narrenturm (a Természetrajzi Múzeum Patológiai és Anatómiai Gyűjteménye) - Josephinum (a Bécsi Orvosi Egyetem múzeuma)                                                                           |                |
|       | Althangrund                                                    | A kerület északkeleti részén, keletről a Duna-csatorna által határolt egykori előváros. Területét nagymértékben középületek és közlekedési infrastruktúra foglalja el. Az egykori önálló előváros nevét az Althan grófi család a 18. század elejétől a Johann Bernhard Fischer von Erlach tervei által, a mai Ferenc József-pályaudvar helyén álló barokk Althan-palota után kapta. A városrészt az bécsi metró U4-es vonalán az Otto Wagner által tervezett szecessziós Friedensbrücke és Spittelau metróállomások szolgálják ki. | - Ferenc József-pályaudvar (Franz-Josefs-Bahnhof) - a Bécsi Egyetem matematikai, földrajzi, biológiai és gyógyszerészeti intézetei - Bécsi Közgazdaságtudományi Egyetem (WU Wien) - a spittelaui távfűtő-szemétégető Hundertwasser által tervezett épülete |                |
|       | Himmelpfortgrund                                               | A kerület nyugati részének egy kis szegletét Himmelpfortsgrund egykori települése alkotja. Nevét a középkorban a területet uraló Himmelpfort (Mennyek kapuja) kolostorról kapta. Ma jórészt lakóövezet. | - Franz Schubert szülőháza (Bécs Város Múzeumának kezelésében) |                |
|       | Lichtental                                                     | A területen eredetileg egy a középkorra kiszáradt Duna-ág egykori medrében fekvő legelő volt található. Az I. János Ádám liechtensteini herceg által 1687-ben vásárolt földbirtokon a hercegi sörfőzde körül kialakult település. Neve a tulajdonos családra és az egykori mederben való elhelyezkedésre utalva a „Liechtenstein-völgy” (Liechtenstein-Tal) rövidülése. A városrész barokk plébániatemplomában alkotott sokáig Franz Schubert. | - lichtentali plébánia (Schubert-templom) |                |
|       | Michelbeuern                                                   | Az egykor itt fekvő uradalom 1072-től a Salzburg melletti Michelbeuern bencés apátság tulajdona, nevét innen kapta. Területét ma szinte teljesen az Általános Kórház (Allgemeines Krankenhaus), köznyelvileg az Új AKH (Neues AKH) komplexuma foglalja el. A városrészt az bécsi metró U6-os vonalán a szecessziós Michelbeuern és Währinger Straße metróállomások szolgálják ki. | - Általános Kórház (Allgemeines Krankenhaus) - Népopera (Volksoper Wien) |                |
|       | Rossau(1999-ig hivatalosan Roßau)                              | A középkorban Obere Werd („felső sziget”) néven ismert Duna-parti halászfalu az itt található folyóparti erdős lóúsztatókról (Ross „paripa”, Au „ártéri erdő”) kapta nevét. 1713-ban itt alakult meg a császári Porcelánmanufaktúra (Wiener Porzellanmanufaktur). A 18-19. században sűrűn beépített, jórészt nagypolgári városrész írók, művészek és tudósok kedvelt lakóhelye volt. A Berggasse 19-es szám alatti házban praktizált Sigmund Freud, a ház egésze ma múzeum. 1946 óta itt található a bécsi francia gimnázium (Lycée français de Vienne), melynek révén a szomszédságban elterülő Szervita-negyedben számos francia kávézó, étterem és bolt található. Rossau egyes részei az UNESCO bécsi világörökségi helyszínét képezik. A városrészt az bécsi metró U4-es vonalán az Otto Wagner által tervezett szecessziós Rossauer Lände metróállomás szolgálja ki. | - Lycée français de Vienne - Liechtenstein-palota (Gartenpalais Liechtenstein) - Liechtenstein-kert (Liechtenstein Garten) - a Liechtensteinek nyáripalotája (Sommerpalais Liechtenstein) - Rossaui Kaszárnya (Rossauer Kaserne) - Rossaui Zsidó Temető (Jüdischer Friedhof Rossau) - Sigmund Freud Múzeum - Szervita templom (Servitenkirche) - Szervita-negyed (Servitenviertel) |                |
|       | Thurygrund (régebbi nevein Thury, Thuryvorstadt vagy Am Thury) | A mai kerület két kisebb, központi és nyugati szeglete egy Johann Thury nevű téglagyárosról kapta nevét. A városrész ma lakóövezetnek ad helyet. A városrészt az bécsi metró U6-es vonalán az Otto Wagner által tervezett szecessziós Nußdorfer Straße metrómegálló szolgálja ki. | |                |

|  | - Alservorstadt - Althangrund - Himmelpfortgrund - Lichtental - Michelbeuern - Rossau - Thurygrund |

## Története
Alsergrund kerületet 1850-ben hozták létre hét külváros beolvasztásával Bécsbe mint a VIII. kerület. 1861-ben a IX. kerület lett.
A megszállás alatt (1945–1955) Alsergrund a amerikai szektorhoz tartozott.

## Látnivalók
- Franz Schubert szülőháza
- Volksoper
- Franz-Josefs-Bahnhof

Votivkirche

## Képek

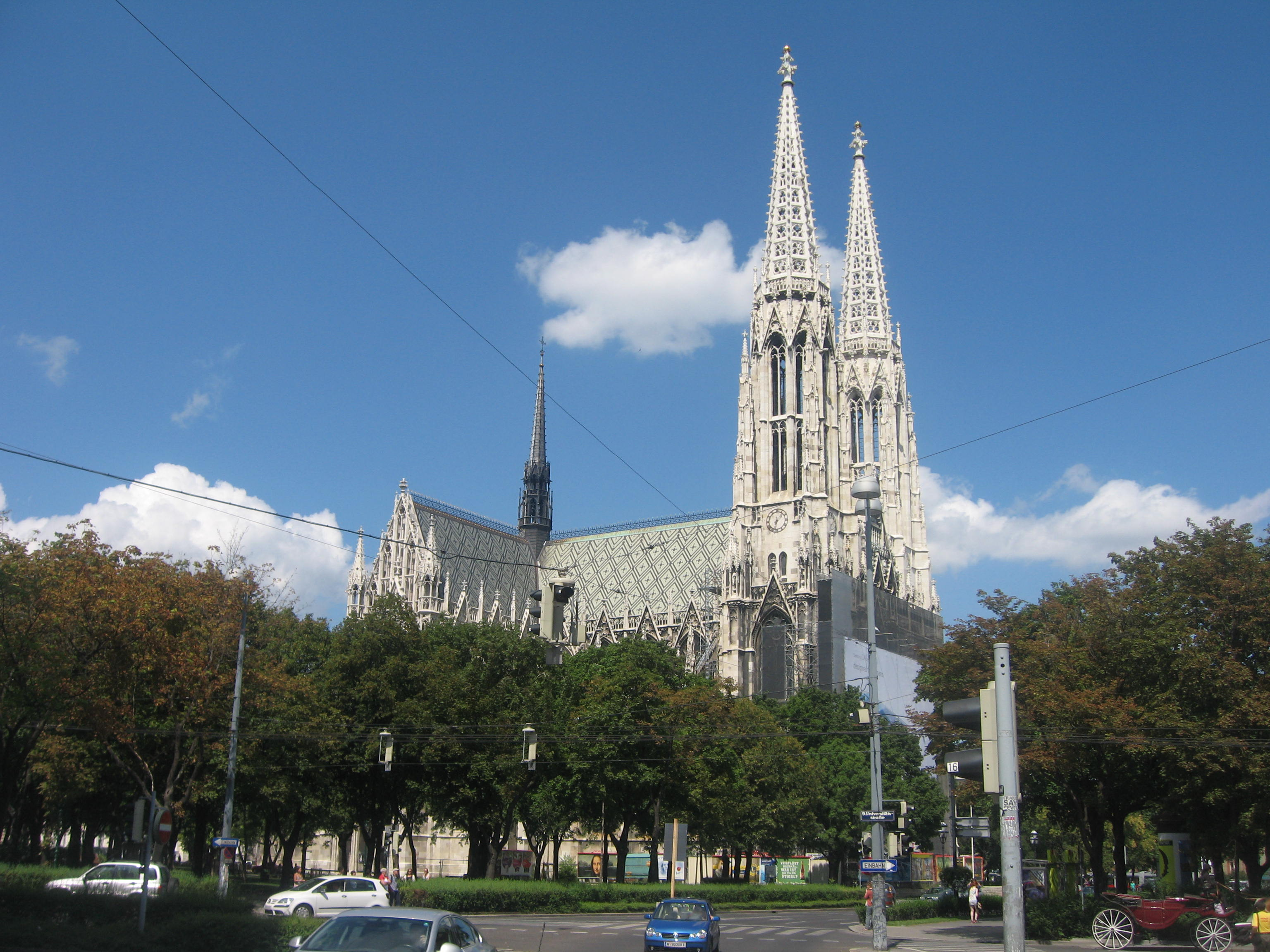
Votivkirche
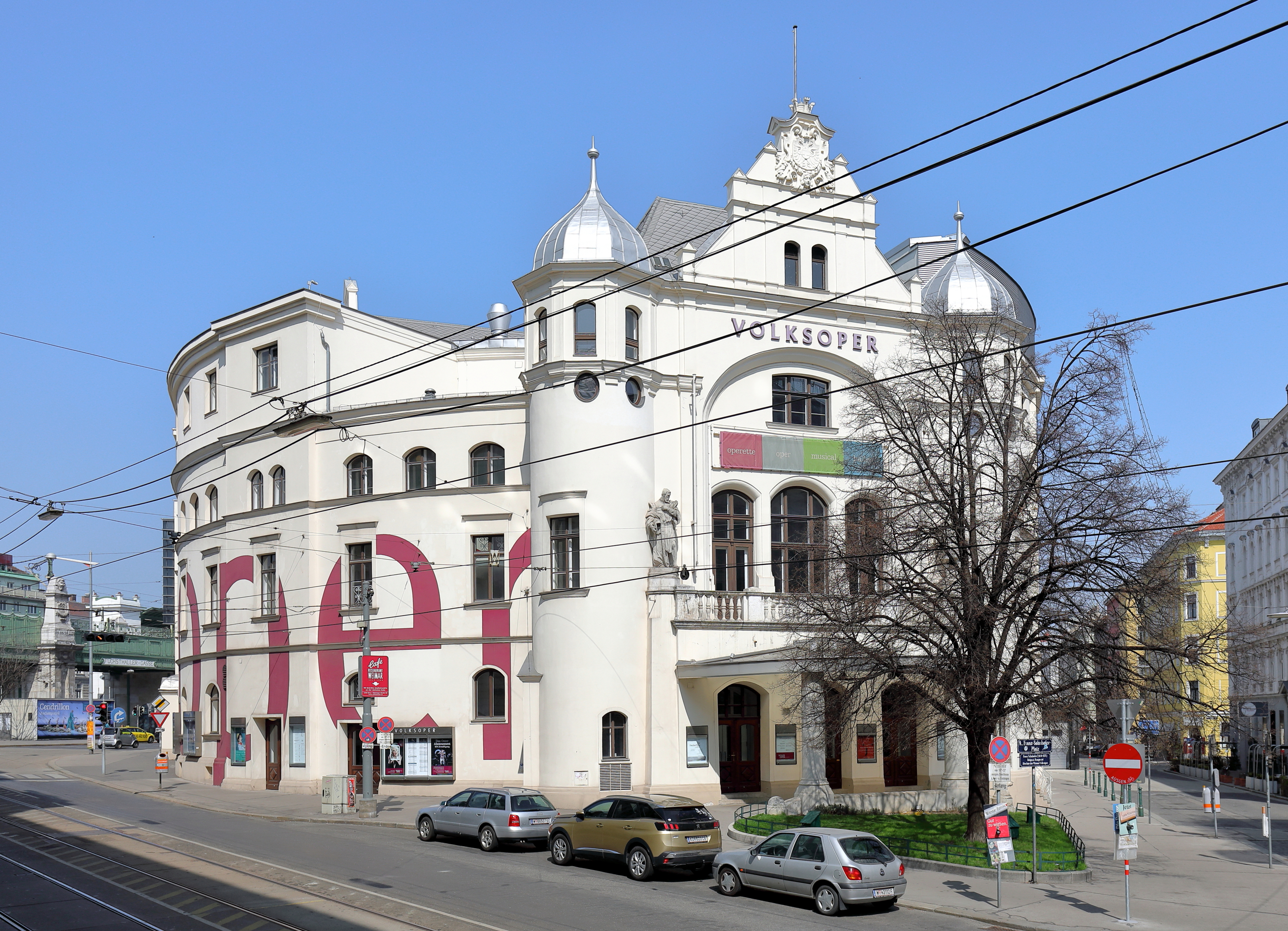
Volksoper
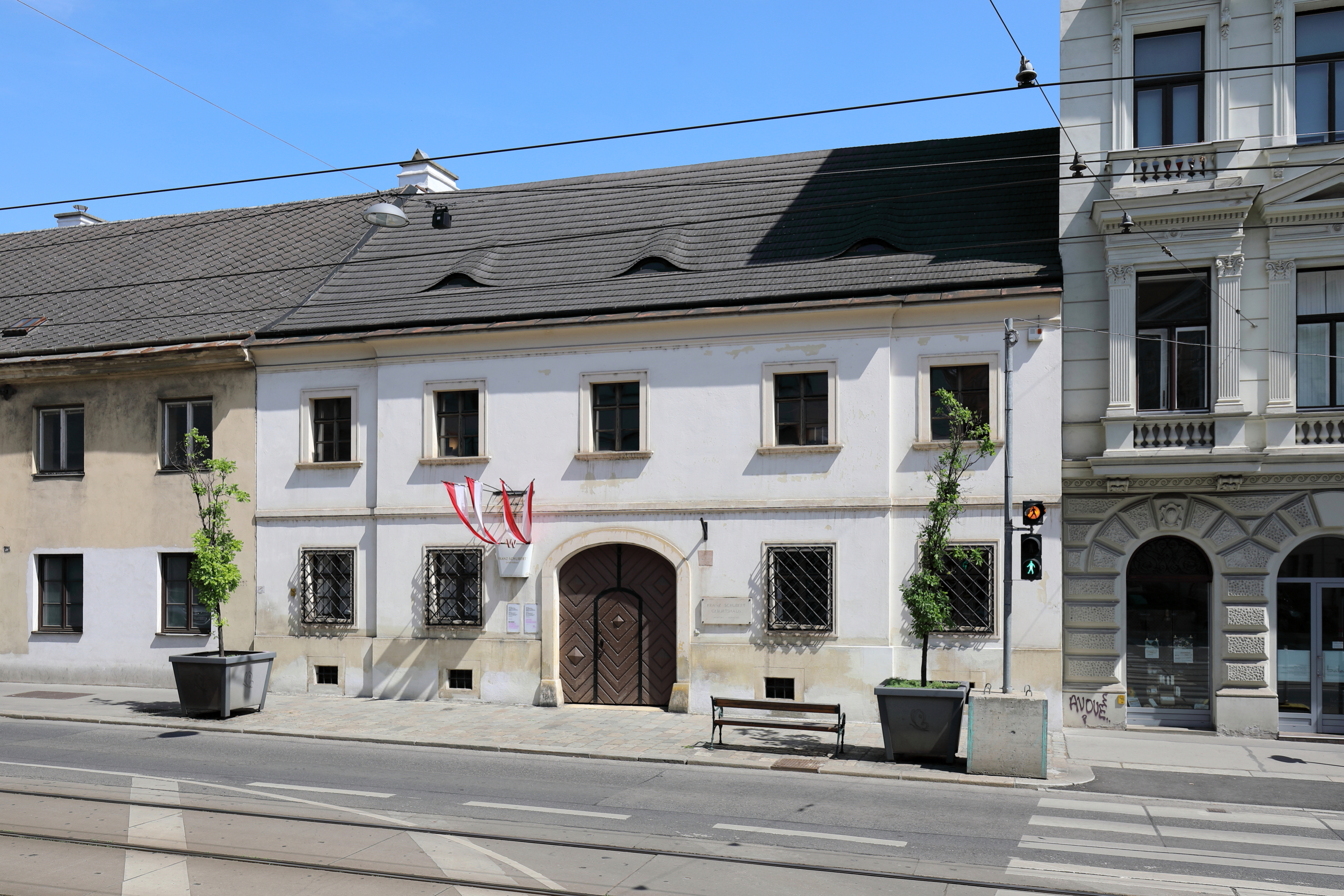
Franz Schubert szülőháza
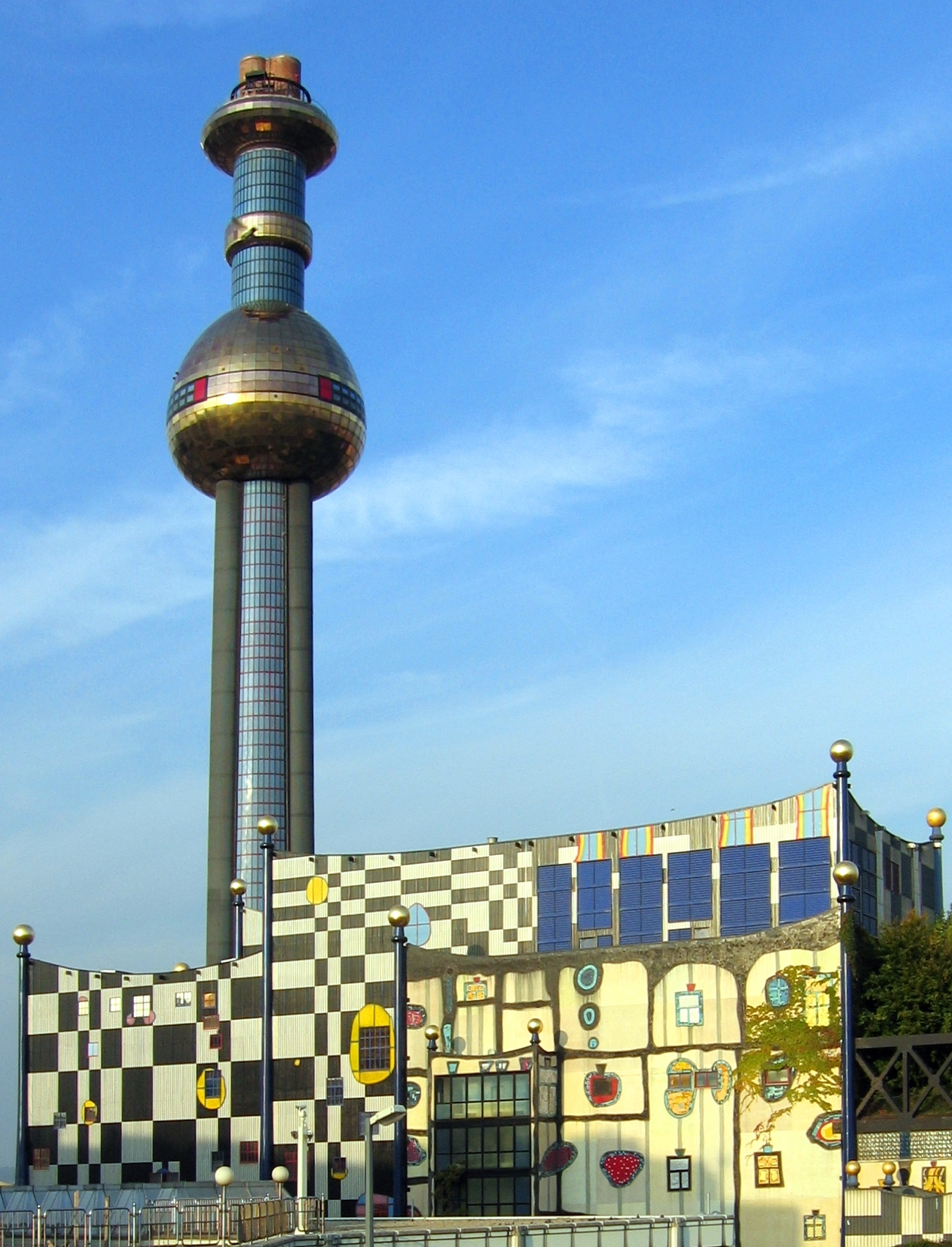
Hulladékégető Spittelau
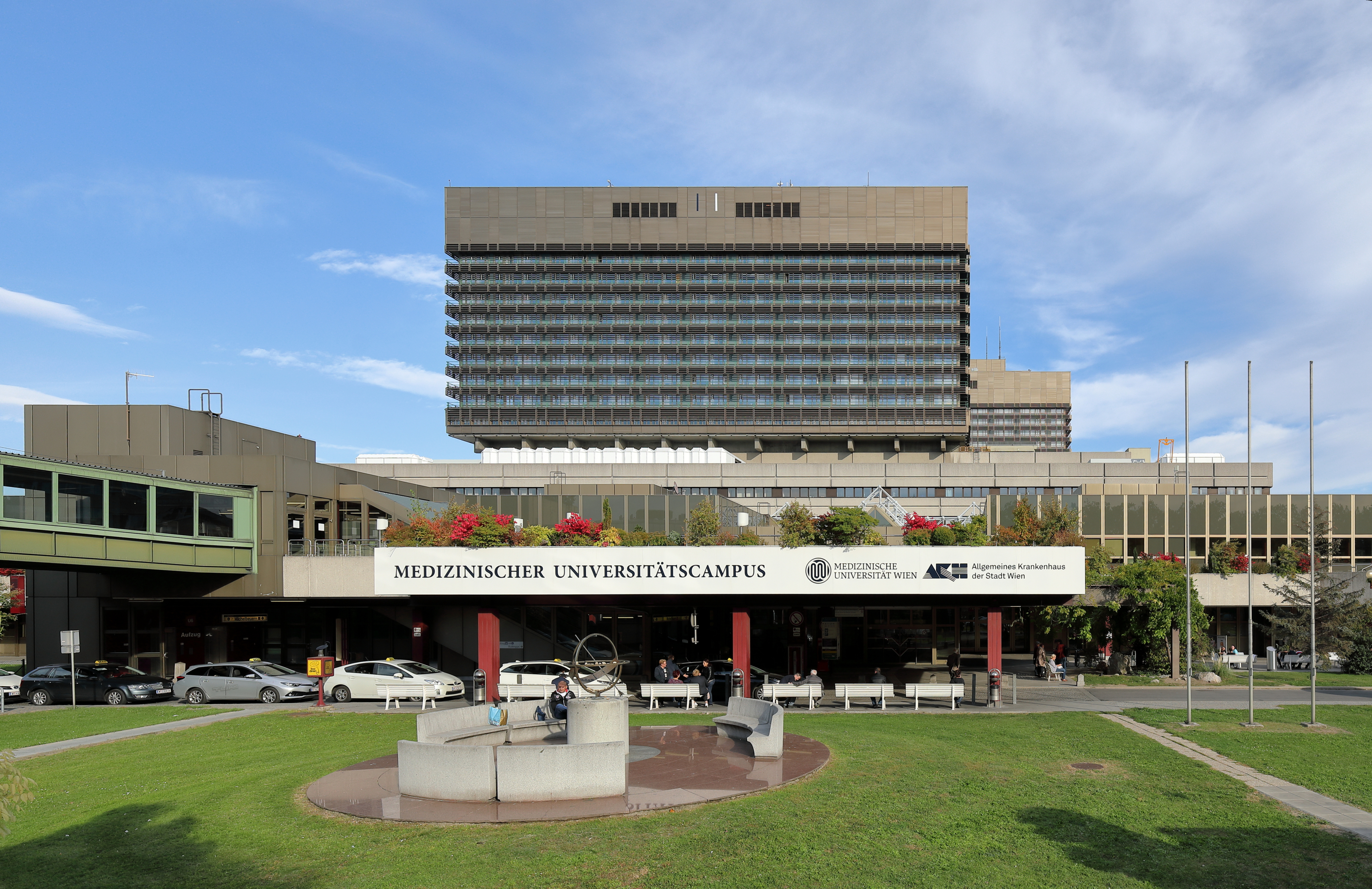
A becsi kórház  (AKH)
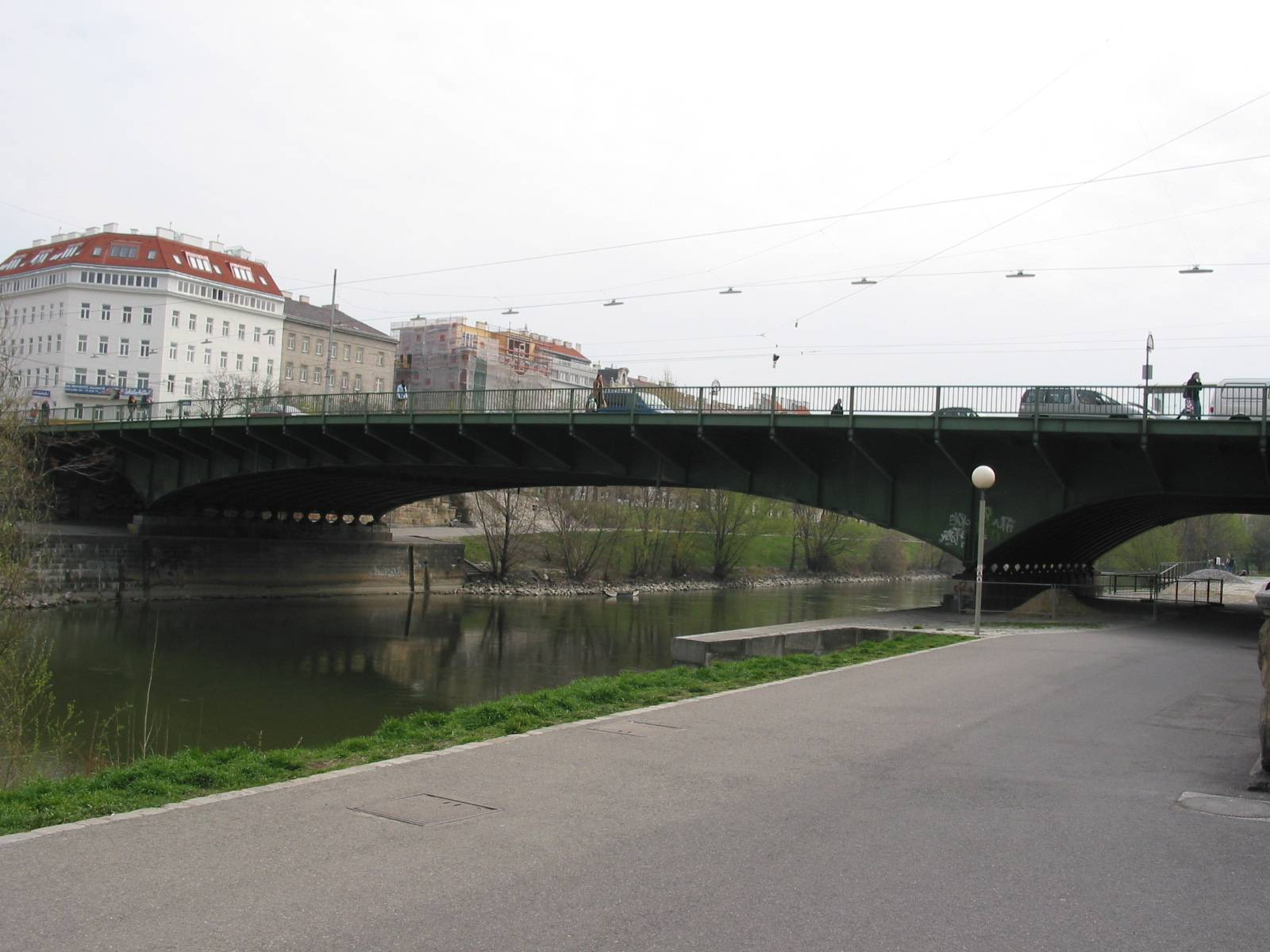
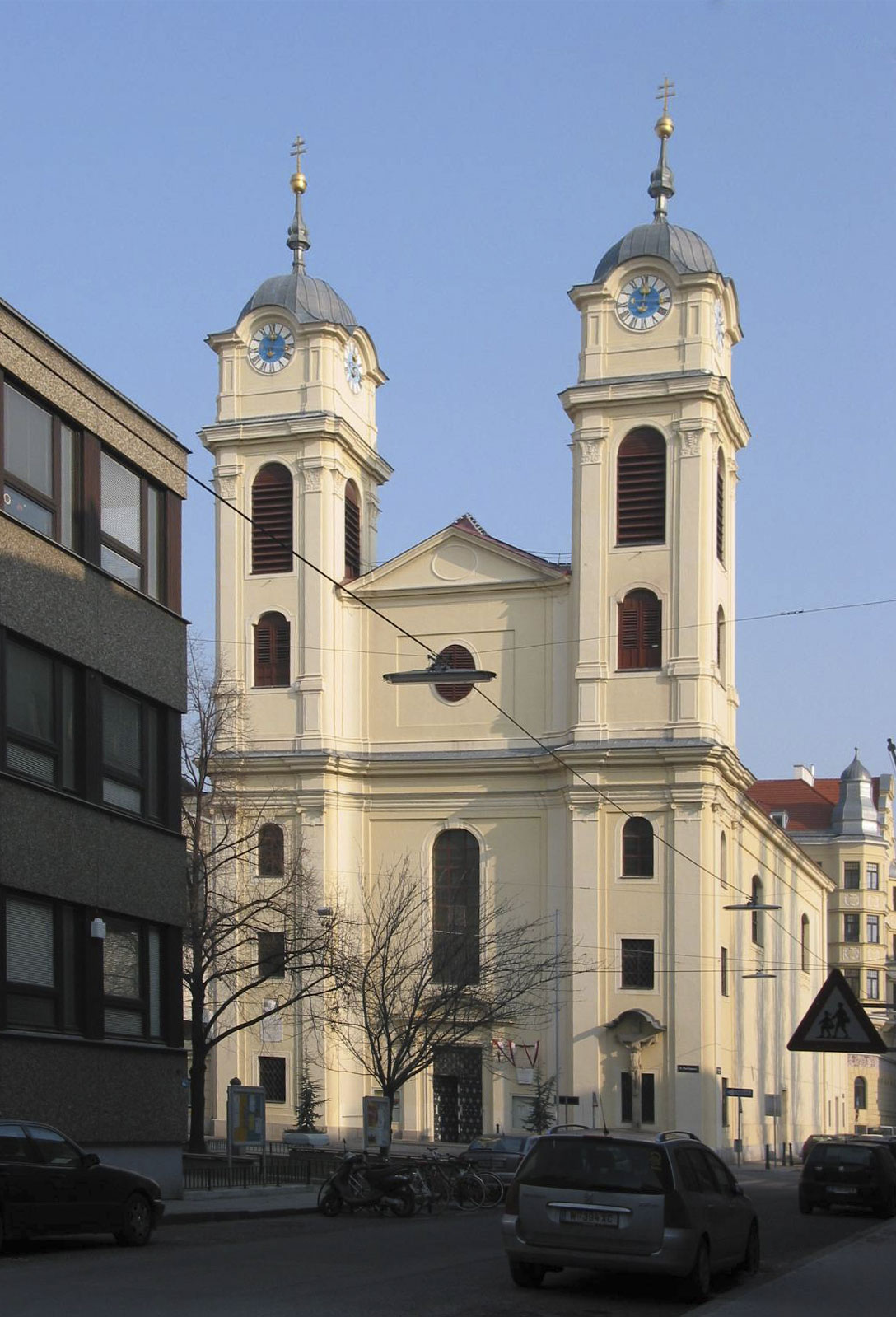
A lichtentali templom

## Közlekedés

### Vasút
A Ferenc-József-pályaudvarról közlekedő vonatjáratok és S-Bahn vonalak (Pl. az S40) Alsó-Ausztriával és Csehországgal kínálnak közvetlen összeköttetést.

### Városi tömegközlekedés
Az Alsergrund nagyon jó tömegközlekedési kapcsolatokkal rendelkezik, melyeket a bécsi tömegközlekedési vállalat, a Wiener Linien üzemeltet.

#### Metró

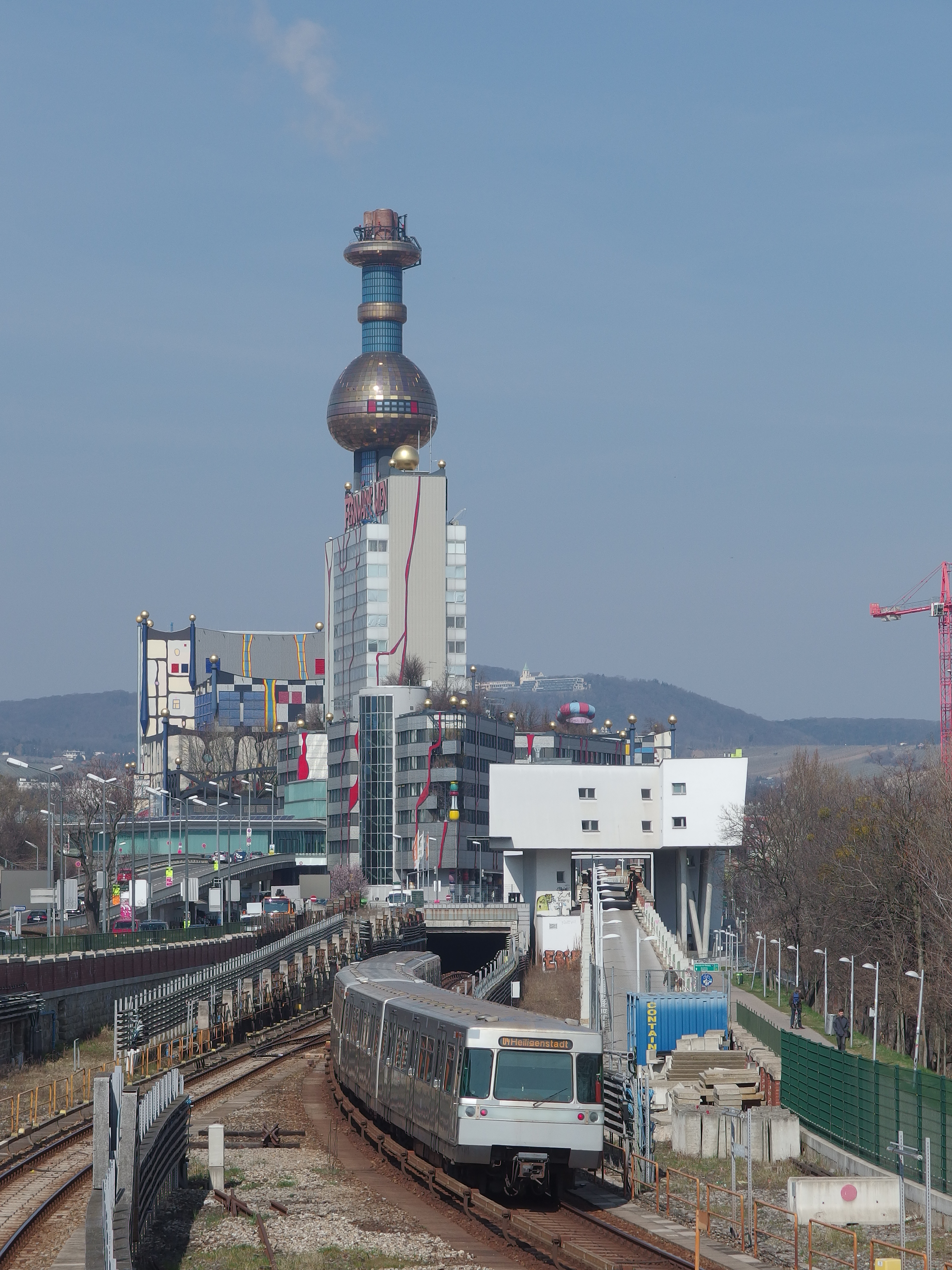
Az U4 Friendensbrücke és Spittelau közti szakasza

A kerületet az bécsi metró U2-es, U4-es és U6-os vonala szolgálja ki, kilenc állomással.
Az U2-es vonal a kerület déli, Ring felőli szegleténél:
- U2 Schottentor

Az U4-es vonal a kerület keleti határát képező Duna-csatorna mentén:
- U4 Rossauer Lände
- U4 Friedensbrücke
- U4 Spittelau – átszállási lehetőséggel az U6-os metróvonalra

Az U6-os vonal a kerület nyugati határát képező Gürtel mentén:
- U6 Spittelau – átszállási lehetőséggel az U4-es metróvonalra
- U6 Nußdorfer Straße
- U6 Währinger Straße
- U6 Michelbeuern-AKH
- U6 Alser Straße

#### Villamos és busz

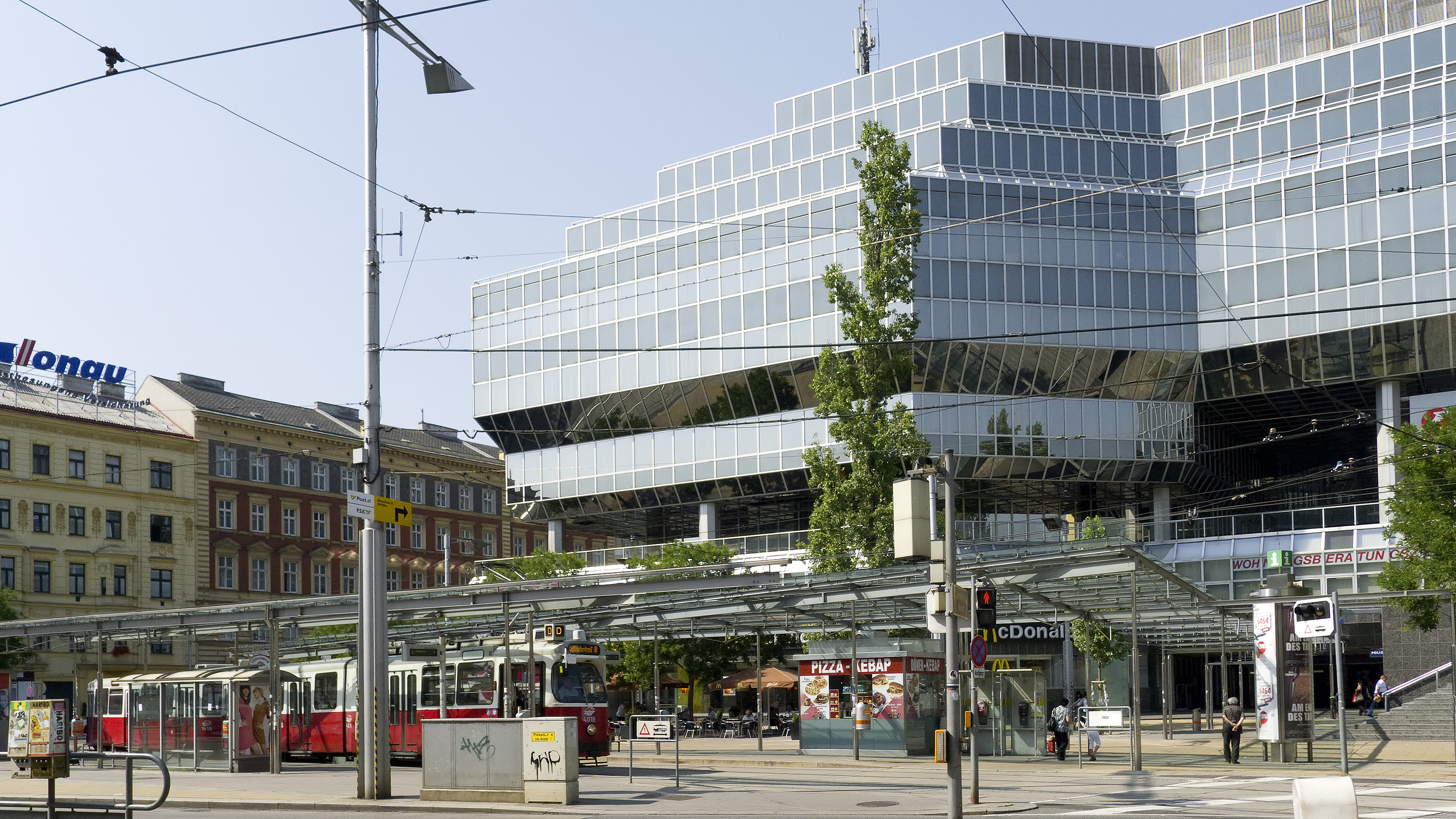
A D villamosvonal járata a Ferenc-József-pályaudvar előtti Julius-Tandler-Platz-on

A 37-es (Hohe Warte), 38-as (Grinzing), 40-es (Gersthof, Herbeckstraße), 41-es (Pötzleinsdorf), 42-es (Antonigasse), 43-as (Neuwaldegg) és 44-es (Ottakring, Maroltingergasse) villamosvonalak mind a Schottentor megállóból kiindulva vezetnek ki a külső városrészek felé a kerület fő közlekedési tengelyei mentén. Csak az 5-ös (Praterstern–Westbahnhof) és a 33-as (Josefstädter Straße–Friedrich-Engels-Platz) vonal vezet át sugárirányban a kerületen. Ezenkívül a D vonal a kerületen áthaladva köti össze a Főpályaudvart a XIX. kerületi Nussdorffal.
A 40A buszjárat az I. kerületi egykori Tőzsdepalotától közlekedik Döblingig.

## Testvérvárosa
- Tungcseng körzet Pekingben
- Takarazuka, 1994-től[2]
- Vencsou, 2014-től

## Híres emberek
- Peter Alexander (1926–2011), énekes, színész
- Franz Alt (1824–1914), festő
- Jakob Alt (1789–1872), festő
- Rudolf von Alt (1812–1905), festő
- Ludwig van Beethoven (1770–1827), zenész
- Heimito von Doderer (1896–1966), író
- Anna Freud (1895–1982), pszichoanalitikus
- Sigmund Freud (1856–1939), neurológus és pszichiáter
- Erich Fried (1921–1988), költő és műfordító
- Theodor Herzl (1860–1904), író és politikus
- Martha Kyrle (1917–2017), orvos
- Siegi Lindenmayr (1956–), politikus
- Franz Löblich (1827–1897), üzletember és politikus
- Franz Matsch (1861–1942), festő
- Jörg Mauthe (1924–1986), újságíró
- Günther Paal (1962–), zenész
- Leo Perutz (1882–1957), író
- Rudolf Prikryl (1896–1965), bécsi polgármester
- Helmut Qualtinger (1928–1986), színész, humorista és színpadi szerző
- Arnold Schönberg (1874–1951), zeneszerző
- Arthur Schnitzler (1862–1931), drámaíró
- Franz Schubert (1797–1828), zeneszerző
- Erwin Steinhauer (1951–), színész
- Julius Tandler (1869–1936), orvos
- Friedrich Torberg (1908–1979), író

## Fordítás
- Ez a szócikk részben vagy egészben  az   Alsergrund című német Wikipédia-szócikk fordításán alapul.  Az eredeti cikk szerkesztőit annak laptörténete sorolja fel. Ez a jelzés csupán a megfogalmazás eredetét és a szerzői jogokat jelzi, nem szolgál a cikkben szereplő információk forrásmegjelöléseként.